# Teateråret 2009

## Händelser

### Okänt datum
- Årets teaterbiennal hålls i Borås. Utvalda föreställningar är bland annat Den bergtagna baserad på Victoria Benedictssons roman, regisserad av Jens Ohlin och Räddad av Alfhild Agrell, regisserad av Jenny Andreasson.

## Priser och utmärkelser
- O'Neill-stipendiet tilldelas Hans Klinga
- Thaliapriset tilldelas Alexander Mørk-Eidem
- Nättidningen nummer.se utser regissören Farnaz Arbabis uppsättning av Drottning Kristina på Uppsala Stadsteater till årets bästa föreställning i Mellansverige

## Årets uppsättningar

### December
- 1 december – Giuseppe Verdis Rigoletto på Wermland Opera.[1]

- 17 december – Elisabeth Kuylenstiernas pjäs Nu är det jul igen har urpremiär på Södra teatern i Stockholm.[2]

### Okänt datum
- Berts bravader [3]
- Konsuln på Folkoperan
- Blodsbröllop på Teater Halland
- Moral Science Club på Judiska teatern
- En natt i februari på Sámi Teáhter
- Fordringsägare på Riksteatern
- Det är vi som är hemgiften på Södra teatern
- Drottning Kristina på Uppsala Stadsteater

### Fotnoter
1. ↑  Feltzin, Per. ”Rigoletto naket intressant i Karlstad”. Sveriges Radio, Kulturnytt. http://sverigesradio.se/sida/artikel.aspx?programid=478&artikel=3278547. Läst 16 mars 2018.
2. ↑  ”Dramawebben”. Arkiverad från originalet den 11 augusti 2010. https://web.archive.org/web/20100811232309/http://www.dramawebben.se/pjas/nu-ar-det-jul-igen. Läst 24 mars 2011.
3. ↑  Nya Wermlands-Tidningen 29 juni 2009 - Musiken bäst i Berts bravader Arkiverad 1 juli 2009 hämtat från the Wayback Machine.